# 疣足树蛙
疣足树蛙（学名：Rhacophorus verrucopus）为树蛙科树蛙属的两栖动物，是中国的特有物种。分布于西藏等地。该物种的模式产地在西藏墨脱。

## 保护
本种于2023年被收录入《有重要生态、科学、社会价值的陆生野生动物名录》。